# Ballad of Sir Frankie Crisp (Let It Roll)
«Ballad of Sir Frankie Crisp (Let It Roll)» es una canción del músico británico George Harrison publicada en el álbum de estudio All Things Must Pass. Harrison compuso la canción como un homenaje a Frank Crisp, un abogado del siglo XIX y dueño original de Friar Park, una residencia de estilo gótico-victoriano en Oxfordshire que el músico compró a principios de la década de 1970. Varios biógrafos han descrito la canción como un viaje cinematográfico a través de la mansión y los jardines de la finca.
La grabación incluyó el respaldo de músicos como Pete Drake, Billy Preston, Gary Wright y Klaus Voormann, así como el uso intensivo de reverberación por parte del productor Phil Spector. El crítico Scott Janovitz de Allmusic describió el tema como ofreciendo «una visión del verdadero George Harrison - a la vez místico, de buen humor, solitario, juguetón y serio».
Las homilías excéntricas de Crisp, que el músico descubrió dentro de la casa y alrededor de la propiedad, inspiraron composiciones posteriores de Harrison como «Ding Dong, Ding Dong» y «The Answer's at the End». Junto con la portada del álbum realizada en Friar Park, «Ballad of Frankie Crisp» estableció una asociación entre Harrison y su finca que continuó hasta la muerte del músico en noviembre de 2001. La composición cobró mayor notoriedad en 2009 cuando proporcionó el título del recopilatorio Let It Roll: Songs by George Harrison.

## Personal
- George Harrison: voz, guitarra acústica y coros
- Pete Drake: pedal steel
- Bobby Whitlock: piano
- Billy Preston: órgano
- Gary Wright: piano eléctrico
- Klaus Voormann: bajo
- Alan White: batería